# Alto engadino
El alto engadino (en romanche: puter) es un dialecto o variante de la lengua romanche. Se utiliza en el cantón suizo de los Grisones, más precisamente en la zona alta de Engadina, comprendida entre S-chanf y Sankt Moritz.
Gian Travers contribuyó al desarrollo de la versión escrita de este dialecto. La Chianzun dalla guerra dagl Chiaste da Müs, poema époco escrito en 1527 en putèr, describe la primera guerra de Musso, en la que el propio Travers participó.

## Galería de imágenes

Alto engadino
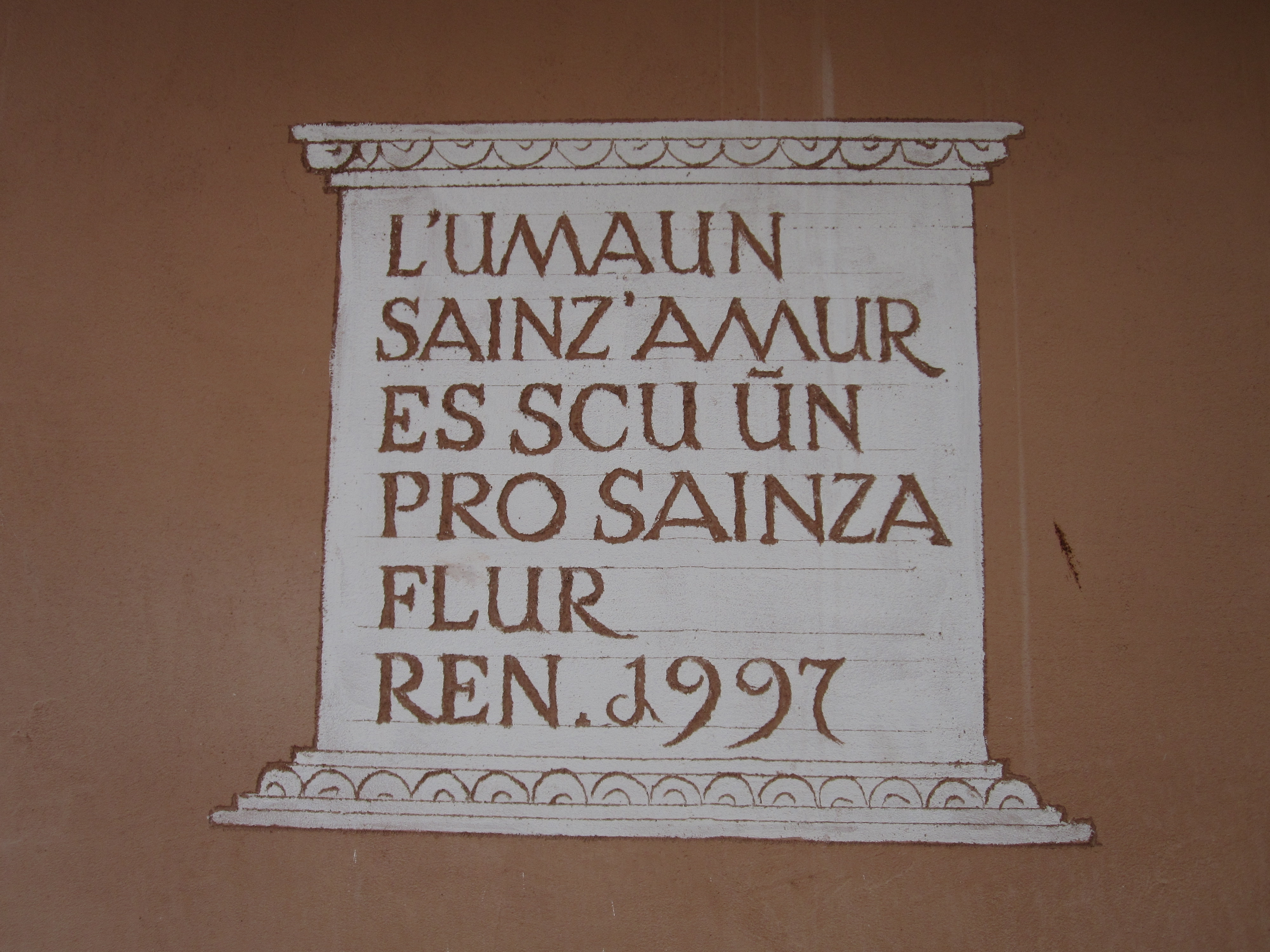
Inscripción en alto engadino en una fachada en Samedan.
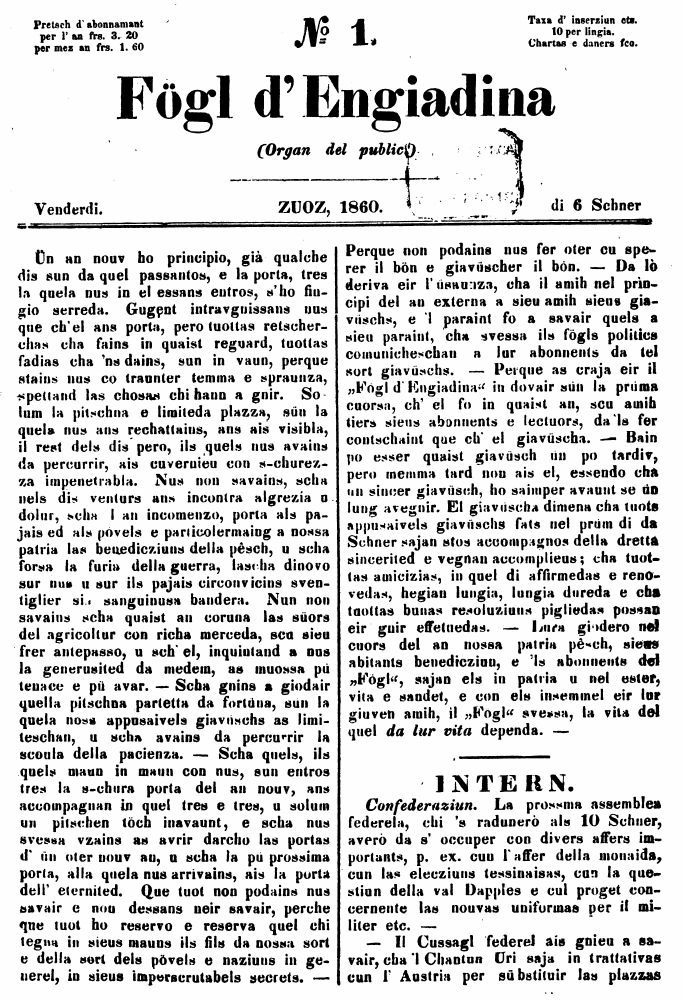
La publicación Fögl d'Engiadina de 1860.
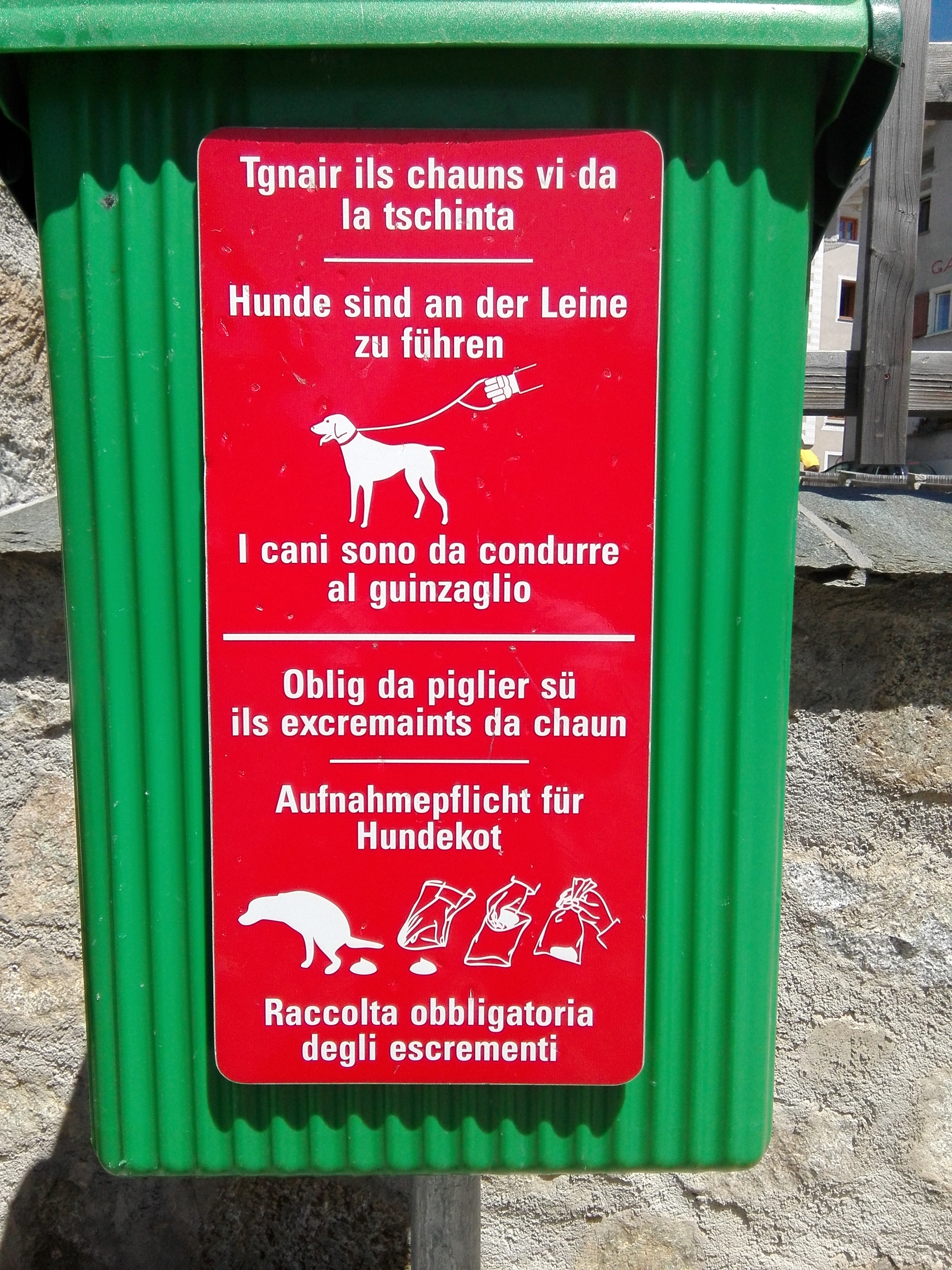
Cartelería urbana en alto engadino, alemán e italiano.

## Ejemplo
La fábula de El cuervo y la zorra según la versión de Jean de La Fontaine, escrita en alto y bajo engadino, Rumantsch Grischun y castellano; nótense las similitudes textuales y diferencias fonéticas.
| Putèr audioⓘ | Vallader audioⓘ | Rumantsch Grischun audioⓘ | Español |
| --- | --- | --- | --- |
| La vuolp d’eira darcho üna vouta famanteda. Co ho'la vis sün ün pin ün corv chi tgnaiva ün töch chaschöl in sieu pical. Que am gustess, ho'la penso, ed ho clamo al corv: «Che bel cha tü est! Scha tieu chaunt es uschè bel scu tia apparentscha, alura est tü il pü bel utschè da tuots». | La vuolp d'eira darcheu üna jada fomantada. Qua ha'la vis sün ün pin ün corv chi tgnaiva ün toc chaschöl in seis pical. Quai am gustess, ha'la pensà, ed ha clomà al corv: «Che bel cha tü est! Scha teis chant es uschè bel sco tia apparentscha, lura est tü il plü bel utschè da tuots». | La vulp era puspè ina giada fomentada. Qua ha ella vis sin in pign in corv che tegneva in toc chaschiel en ses pichel. Quai ma gustass, ha ella pensà, ed ha clamà al corv: «Tge bel che ti es! Sche tes chant è uschè bel sco tia parita, lur es ti il pli bel utschè da tuts». | La zorra sintió hambre otra vez. Allí vio sobre un abeto un cuervo que sostenía un trozo de queso en el pico. Esto me gustaría, pensó, y le gritó al cuervo: "¡Qué hermoso eres! Si tu canto es tan bello como tu aspecto, entonces eres el más bello de todos los pájaros". |